# Дендрологічний парк

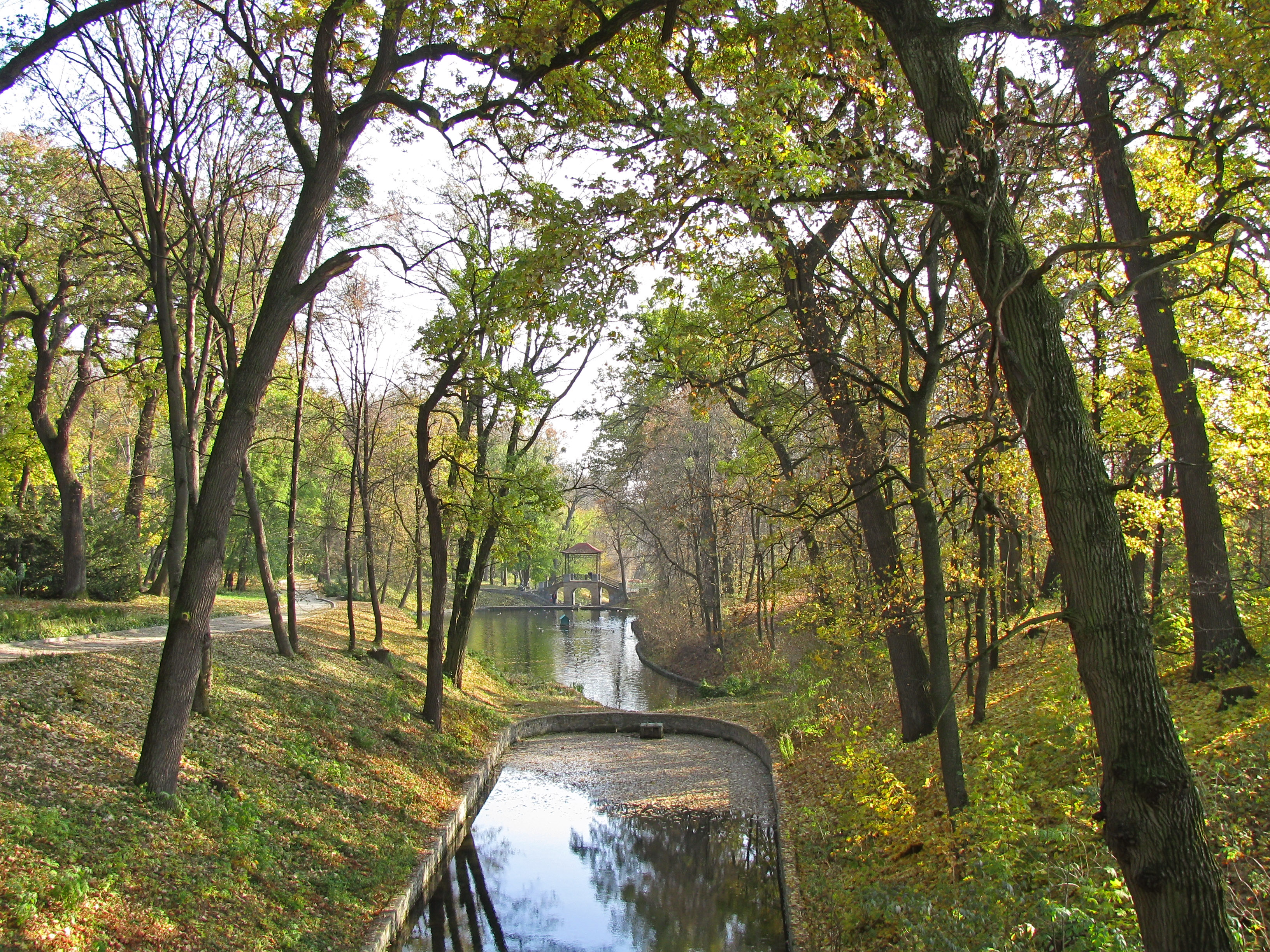
Державний дендрологічний парк «Олександрія» НАН України

Дендрологі́чний парк (дендропа́рк, дендра́рій, від грец. déndron — дерево) або арборетум (від лат. arbor - дерево) — територія, на якій на відкритому ґрунті культивуються деревні рослини. Парк з колекцією різних порід дерев. Частіше сучасний дендропарк — це ботанічний сад, що містить живі колекції деревних рослин і принаймні частково призначений для наукових досліджень.
Насадження в дендропарку, зазвичай у стилі ландшафтного парку, можуть бути самостійними або входити до складу ботанічного саду. Розміщення рослин здійснюється за систематичною, географічною, екологічною, декоративною або іншими ознаками. Територія дендрологічних парків позначається на місцевості межовими охоронними знаками.
Дендрарій, що спеціалізується на вирощуванні хвойних порід, знаний як пінетум. Інші спеціалізовані дендропарки називаються саліцет (верби), популят (тополя) та кверцет (дуби).
Термін дендропарк вперше вжив в англійській публікації Джон Клавдій Лоудон 1833 року. В The Gardener's Magazine, але концепція вже тоді була давно встановлена.
Для дендропарку характерна певна композиція (групи художньо поєднані з рельєфом місцевості, водоймами, архітектурними спорудами). Основне завдання – інтродукція та акліматизація дерев і кущів, їхня селекція, розповсюдження насіння та саджанців  цінних порід та форм, збереження рідкісних видів.
Види: державного та місцевого значення.

## Охорона біорізноманіття в дендрологічних парках України
Нині в Україні існує 57 дендропарків загальною площею близько 1800 га, з яких 19 — загальнодержавного значення. Більшість парків має невелику площу 10-20 га, хоча є і великі дендропарки (дендропарк «Олександрія» займає площу 405 га). Деякі дендропарки на своїй території мають природні ділянки лісів, що має велике значення для охорони біорізноманітності.
В Україні 75 дендропарків знаходяться під охороною як пам’ятки садово-паркового мистецтва.